# Ahérée
Ahérée is een voormalige gemeente in de Belgische provincie Namen en een gehucht van Tarcienne dat zelf een deelgemeente is van de stad Walcourt.
Het gehucht ligt in het noorden van de fusiegemeente Walcourt op minder dan een kilometer ten noorden van de dorpskern van Tarcienne. Het grenst aan de gemeente Gerpinnes in de provincie Henegouwen. Ahérée ligt aan de N978, de verbindingsweg tussen Walcourt en Gerpinnes.
Ahérée behoorde in de middeleeuwen toe aan het prinsbisdom Luik, in tegenstelling tot Tarcienne, dat tot het graafschap Namen behoorde. Bij de vorming van de gemeenten in 1795 werd Ahérée een zelfstandige gemeente maar in 1809 werd de gemeente opgeheven en bij Tarcienne gevoegd. Op dat moment telde Ahérée 74 inwoners.
Kerkelijk heeft Ahérée steeds tot de parochie Tarcienne behoord. In de 16e eeuw was er een kapel in het gehucht.

## Bezienswaardigheden
- De vierkantshoeve uit de 18e eeuw die de zetel was van de heerlijkheid Ahérée.

Deelgemeenten: Berzée · Castillon · Chastrès · Clermont · Fontenelle · Fraire · Gourdinne · Laneffe · Pry · Rognée · Somzée · Tarcienne · Thy-le-Château · Vogenée · Walcourt · Yves-Gomezée

Overige kernen: Ahérée · Fairoul · Froidmont · Gerlimpont · Le Pachy · Lumsonry · Mertenne · Saint-Lambert · Saint-Maert · Trieu-des-Sarts · Viscourt

Belgische gemeenten · arrondissement Philippeville · provincie Namen · Wallonië